# 乳牛肝菌
乳牛肝菌（學名：Suillus bovinus），又稱粘盖牛肝菌，俗稱澤西奶牛蘑菇（Jersey cow mushroom），是一種擔子菌門真菌，隸屬於乳牛肝菌属。這種真菌是一種灰黃色的食用菌，主要在秋季的歐洲松樹林中出現，並且總是在红铆钉菇（Gomphidius roseu）的附近出現。

## 分類
乳牛肝菌最早是由瑞典植物學家卡尔·林奈於1753年描述的，其學名為粘蓋牛肝菌（Boletus bovinus）。後來，真菌學家羅素於1806年將其學名改為現名。其學名中的源自拉丁文詞彙，意思是「牛」。

## 描述
红铆钉菇的菌蓋直徑為3–10厘米（1.2–3.9英寸），呈粘土粉色，染著肉桂色或赭色色調。起初是凸面狀的，但隨著年齡增加會變成扁平狀或漏斗狀。其菌蓋]具粘性，且邊緣呈波浪狀。其菌柄高4–6厘米（1.6–.4英寸），厚0.5–0.8厘米（0.2–0.3英寸），呈黃赭色，並且呈倒錐體狀。其菌肉呈白色或黃色，並且僅有淡淡的味道。但是，部份文獻卻指出其味道甘甜，且有著果香氣味。其氣孔起初呈橄欖色，但隨著年齡增加會變成赭色，並且最終會變成粘土色。其孢子印呈橄欖色，而擔孢子的大小則為8–10 x 3–4微米。

## 分佈及生境
乳牛肝菌非常常見，並且廣泛地分佈於歐洲，包括阿爾卑斯山等高山地區。這種真菌主要在針葉林或松樹林中成群結隊地出現，經常在红铆钉菇的附近出現，並且不時會隱藏在矮樹叢中。其子實體多在秋季發芽。

## 可食性
乳牛肝菌有著淡淡的味道，因此可供食用。但是，部份文獻卻指出其味道甘甜，且有著果香氣味，因此是一種美味的真菌。

## 生態
乳牛肝菌經常和红铆钉菇一起出現，且红铆钉菇只會與乳牛肝菌一起出現。除此以外，現在有不少證據顯示，红铆钉菇是一種寄生真菌，而其宿主就是乳牛肝菌。

## 外部連結
- 乳牛肝菌 - 真菌指數討論區 （页面存档备份，存于）